# Bahnstrecke Sokolov–Klingenthal
| Kursbuchstrecke (SŽ): | 145                  |                                                     |                                                     |
| Streckenlänge: | 27,985 km            |                                                     |                                                     |
| Spurweite: | 1435 mm (Normalspur) |                                                     |                                                     |
| Streckengeschwindigkeit: | 50 km/h              |                                                     |                                                     |
| |                      |                                                     |                                                     |
| \| \| \| von (Praha-Bubny-) Chomutov (vorm. BEB) \| \| \| \| 0,000 \| Sokolov früher Falkenau an der Eger \| 405 m \| \| \| \| nach Cheb (vorm. BEB) \| \| \| \| \| Svatava (Zwodau) mehrfach \| \| \| \| \| Anschluss Tagebau \| \| \| \| 1,639 \| Svatava früher Zwodau-Davidsthal \| Svatava früher Zwodau-Davidsthal \| \| \| 3,129 \| Svatava zastávka \| Svatava zastávka \| \| \| 6,329 \| Luh nad Svatavou \| Luh nad Svatavou \| \| \| 7,812 \| Hřebeny früher Hartenberg \| Hřebeny früher Hartenberg \| \| \| 12,665 \| Oloví früher Bleistadt \| 455 m \| \| \| 14,860 \| Rotavský (176 m) \| Rotavský (176 m) \| \| \| \| Anschluss Rotava-Werke \| \| \| \| 17,859 \| Rotava früher Annathal-Rothau \| Rotava früher Annathal-Rothau \| \| \| 21,087 \| Kraslice předměstí früher Graslitz unt. Bf \| Kraslice předměstí früher Graslitz unt. Bf \| \| \| 23,655 \| Kraslice früher Graslitz ob. Bf \| 525 m \| \| \| 24,875 \| Kraslice-Pod vlekem \| Kraslice-Pod vlekem \| \| \| 25,814 \| Zelená hora \| Zelená hora \| \| \| 26,706 \| Hraničná škola früher Markhausen Schule (1935–1948) \| Hraničná škola früher Markhausen Schule (1935–1948) \| \| \| 27,247 \| Hraničná früher Markhausen \| 550 m \| \| \| 27,452 \| Staatsgrenze Tschechien–Deutschland \| Staatsgrenze Tschechien–Deutschland \| \| \| \| Zwota (41 m) \| \| \| \| \| Schmalspurbahn von Sachsenberg-Georgenthal \| \| \| \| 27,985 \| Klingenthal (ehem. Bf) \| 553 m \| \| \| \| nach Zwotental \| \| \| \| \| \| \| \| Frühere Namen Stand 1913. [1][2][3] \| \| \| \| |                      |                                                     |                                                     |
| Strecke |                      | von (Praha-Bubny-) Chomutov (vorm. BEB)             | von (Praha-Bubny-) Chomutov (vorm. BEB)             |
| Bahnhof | 0,000                | Sokolov früher Falkenau an der Eger                 | 405 m                                               |
| Abzweig geradeaus und nach links |                      | nach Cheb (vorm. BEB)                               | nach Cheb (vorm. BEB)                               |
| Brücke über Wasserlauf |                      | Svatava (Zwodau) mehrfach                           | Svatava (Zwodau) mehrfach                           |
| Abzweig geradeaus und ehemals von rechts |                      | Anschluss Tagebau                                   | Anschluss Tagebau                                   |
| Bahnhof | 1,639                | Svatava früher Zwodau-Davidsthal                    | Svatava früher Zwodau-Davidsthal                    |
| Haltepunkt / Haltestelle | 3,129                | Svatava zastávka                                    | Svatava zastávka                                    |
| Haltepunkt / Haltestelle | 6,329                | Luh nad Svatavou                                    | Luh nad Svatavou                                    |
| Haltepunkt / Haltestelle | 7,812                | Hřebeny früher Hartenberg                           | Hřebeny früher Hartenberg                           |
| Bahnhof | 12,665               | Oloví früher Bleistadt                              | 455 m                                               |
| Tunnel | 14,860               | Rotavský (176 m)                                    | Rotavský (176 m)                                    |
| Abzweig geradeaus und ehemals von rechts |                      | Anschluss Rotava-Werke                              | Anschluss Rotava-Werke                              |
| Bahnhof | 17,859               | Rotava früher Annathal-Rothau                       | Rotava früher Annathal-Rothau                       |
| Haltepunkt / Haltestelle | 21,087               | Kraslice předměstí früher Graslitz unt. Bf          | Kraslice předměstí früher Graslitz unt. Bf          |
| Bahnhof | 23,655               | Kraslice früher Graslitz ob. Bf                     | 525 m                                               |
| Haltepunkt / Haltestelle | 24,875               | Kraslice-Pod vlekem                                 | Kraslice-Pod vlekem                                 |
| ehemaliger Haltepunkt / Haltestelle | 25,814               | Zelená hora                                         | Zelená hora                                         |
| ehemaliger Haltepunkt / Haltestelle | 26,706               | Hraničná škola früher Markhausen Schule (1935–1948) | Hraničná škola früher Markhausen Schule (1935–1948) |
| ehemaliger Haltepunkt / Haltestelle | 27,247               | Hraničná früher Markhausen                          | 550 m                                               |
| Grenze | 27,452               | Staatsgrenze Tschechien–Deutschland                 | Staatsgrenze Tschechien–Deutschland                 |
| Brücke über Wasserlauf |                      | Zwota (41 m)                                        | Zwota (41 m)                                        |
| Abzweig geradeaus und ehemals von rechts |                      | Schmalspurbahn von Sachsenberg-Georgenthal          | Schmalspurbahn von Sachsenberg-Georgenthal          |
| Haltepunkt / Haltestelle | 27,985               | Klingenthal (ehem. Bf)                              | 553 m                                               |
| Strecke |                      | nach Zwotental                                      | nach Zwotental                                      |
| |                      |                                                     |                                                     |
| Frühere Namen Stand 1913. |                      |                                                     |                                                     |

Die Bahnstrecke Sokolov–Klingenthal ist eine regionale Eisenbahnverbindung in Tschechien, die ursprünglich von der Buschtěhrader Eisenbahngesellschaft (BEB) erbaut und betrieben wurde. Sie zweigt in Sokolov (Falkenau/Eger) von der Bahnstrecke Chomutov–Cheb ab und führt im böhmischen Teil des Erzgebirges durch das Zwodautal über Oloví (Bleistadt) und Kraslice (Graslitz) nach Klingenthal, wo sie in die Bahnstrecke Zwotental–Klingenthal einmündet.
Nach einem Erlass der tschechischen Regierung ist die Strecke seit dem 20. Dezember 1995 als regionale Bahn („regionální dráha“) klassifiziert.

## Geschichte

### Vorgeschichte und Bau

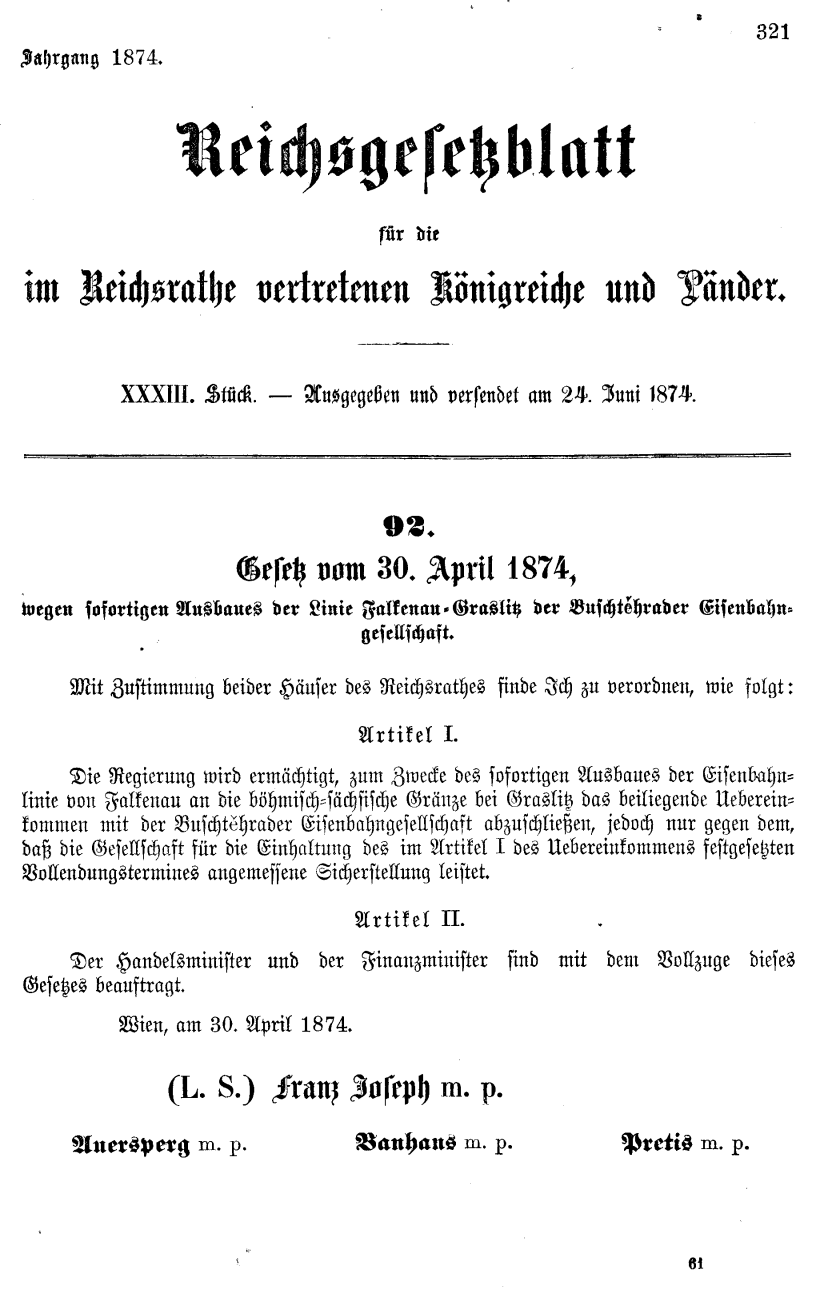
Reichsgesetzblatt zum Bau der Bahnlinie

Die Strecke von Falkenau bis Graslitz wurde ab 1873 von der Buschtěhrader Eisenbahngesellschaft (BEB) gebaut und am 1. Juni 1876 in Betrieb genommen. Der Endpunkt dieser Strecke war die heutige Haltestelle Kraslice předměstí.
Am 5. Mai 1884 war mit einem Staatsvertrag zwischen Sachsen und Österreich die Fortführung der Strecke nach Klingenthal vereinbart worden. Umstritten war zunächst noch der Standort des Grenzbahnhofes. Österreich plädierte für Graslitz, Sachsen für Klingenthal. Letztlich wurde der Bahnhof Klingenthal als Wechselstation zwischen den Kgl. Sächsischen Staatseisenbahnen und der BEB bestimmt.
Der Buschtěhrader Eisenbahn wurde der Bau jedoch nur bis zur Landesgrenze gestattet. Das kurze Stück bis zum Bahnhof Klingenthal wurde von Sachsen in eigener Regie errichtet und an die BEB verpachtet.
Am 1. Oktober 1886 wurde der grenzüberschreitende Verkehr aufgenommen.

### Nach dem Ersten Weltkrieg
Am 1. Januar 1923 wurde die Buschtěhrader Eisenbahn per Gesetz verstaatlicht und die Strecke wurde ins Netz der Tschechoslowakischen Staatsbahnen ČSD integriert. Anfang der 1930er Jahre beginnt der Einsatz von Triebwagen auf der Strecke. Neue zusätzliche Haltepunkte wurden errichtet, wie 1933 in Markhausen.
Nach der Angliederung des Sudetenlandes an Deutschland im Herbst 1938 kam die Strecke zur Deutschen Reichsbahn, Reichsbahndirektion Dresden. Erstmals verkehrten nun durchgängige Züge zwischen Falkenau und Herlasgrün. Im Reichskursbuch war die Verbindung nun als durchgehende Strecke 171n Herlasgrün–Falkenstein–Klingenthal (Vogtl)–Falkenau enthalten.
Wegen der Kriegsereignisse wurde der Zugverkehr am 15./16. April 1945 eingestellt.

### Nach dem Zweiten Weltkrieg

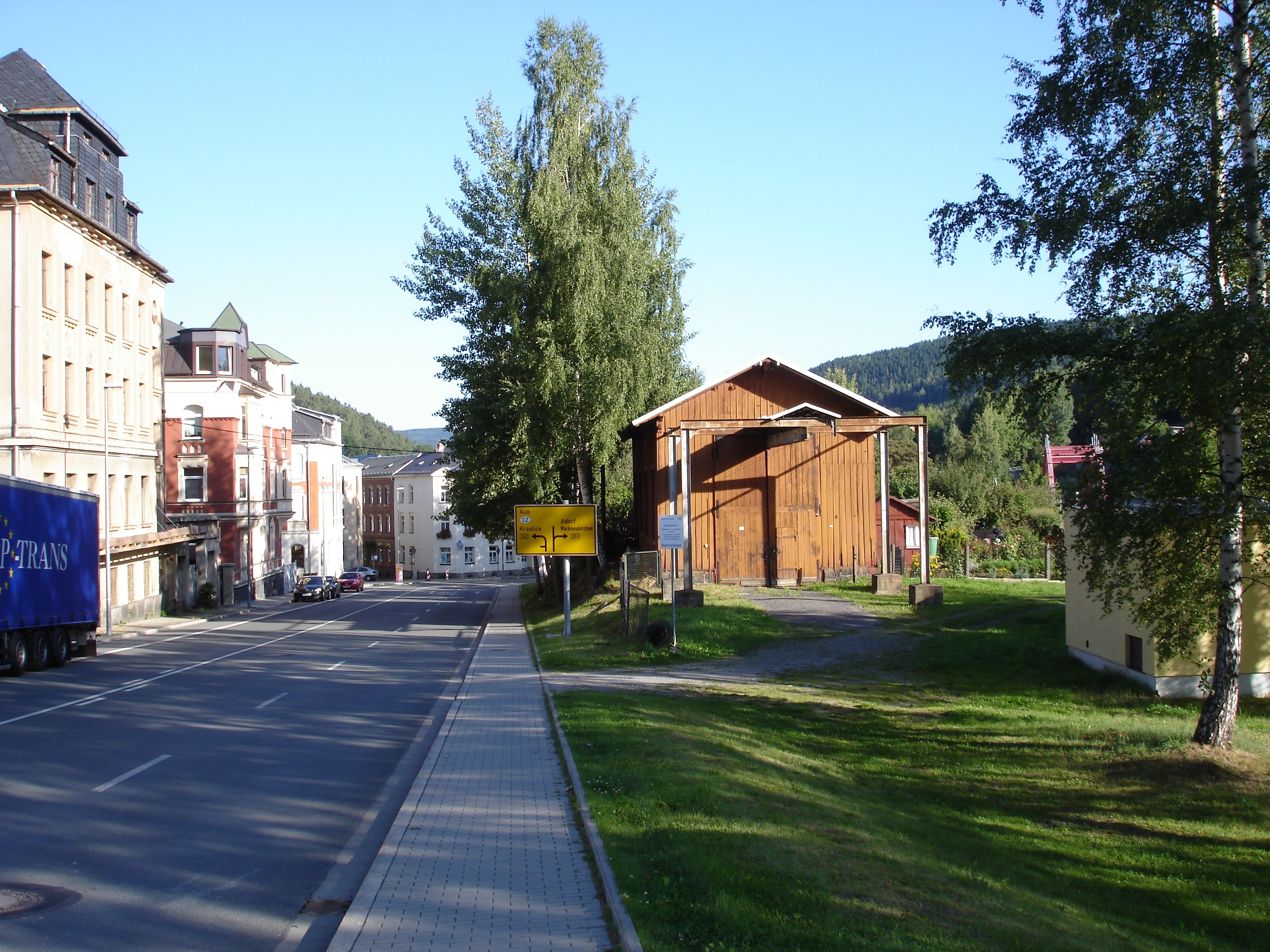
Ehemalige Lokomotivstation der BEB/ČSD in Klingenthal (2008)

Nach Kriegsende kam die Strecke wieder zur ČSD. Die Züge der ČSD verkehrten vorerst wieder bis Markhausen (ab 1949: Hraničná). Grenzüberschreitender Verkehr fand nicht mehr statt. Nach der Vertreibung der deutschen Bewohner und dem nachfolgenden Abriss des Dorfes Markhausen wurde am 17. Mai 1951 der Reiseverkehr dorthin eingestellt. Die Strecke zwischen Kraslice und der Staatsgrenze wurde am 17. Mai 1952 stillgelegt, aber nicht abgebaut. Lediglich auf deutscher Seite wurde die Strecke später abgebaut. Im Jahr 1975 wurde die Zwotabrücke in Klingenthal abgerissen.
Im Jahr 1983 wurde der Abschnitt Sokolov–Svatava für den Kohleverkehr mit 25 kV 50 Hz elektrifiziert.
Nach der politischen Wende im Jahr 1989 wurde vor allem von deutschen Politikern und der Öffentlichkeit ein Wiederaufbau der grenzüberschreitenden Verbindung gefordert. Anfang der 1990er Jahre wurde das mittlerweile völlig zugewachsene alte Gleis bis zur Staatsgrenze wieder freigelegt. In den Jahren 1994 und 1995 pendelte ein Triebwagen zwischen Kraslice und der Grenze bei Hraničná, der vor allem von deutschen Tagestouristen benutzt wurde.

### Im Betrieb der VIAMONT
Als eine der ersten Strecken in Tschechien wurde die Strecke am 24. Mai 1998 von einem privaten Betreiber der VIAMONT a.s. übernommen. Diese nahm auch den Reisezugverkehr bis zur Staatsgrenze wieder auf. Im Gegensatz zur Tschechischen Bahn war die Bahngesellschaft auch an einer Wiederaufnahme des grenzüberschreitenden Verkehrs nach Klingenthal interessiert. Im Frühjahr 2000 wurde der grenzüberschreitende Streckenabschnitt im Rahmen des Expo-Projektes EgroNet wieder aufgebaut, wobei bei der Einrichtung des elektronischen Stellwerkes Falkenstein keine Streckenblockunterteilung zwischen Zwotental und Kraslice vorgesehen wurde. Dadurch können in Klingenthal keine Züge enden. Seit dem 28. Mai 2000 verkehren die Züge der Vogtlandbahn in der Relation Zwickau Zentrum – Kraslice über die Staatsgrenze.

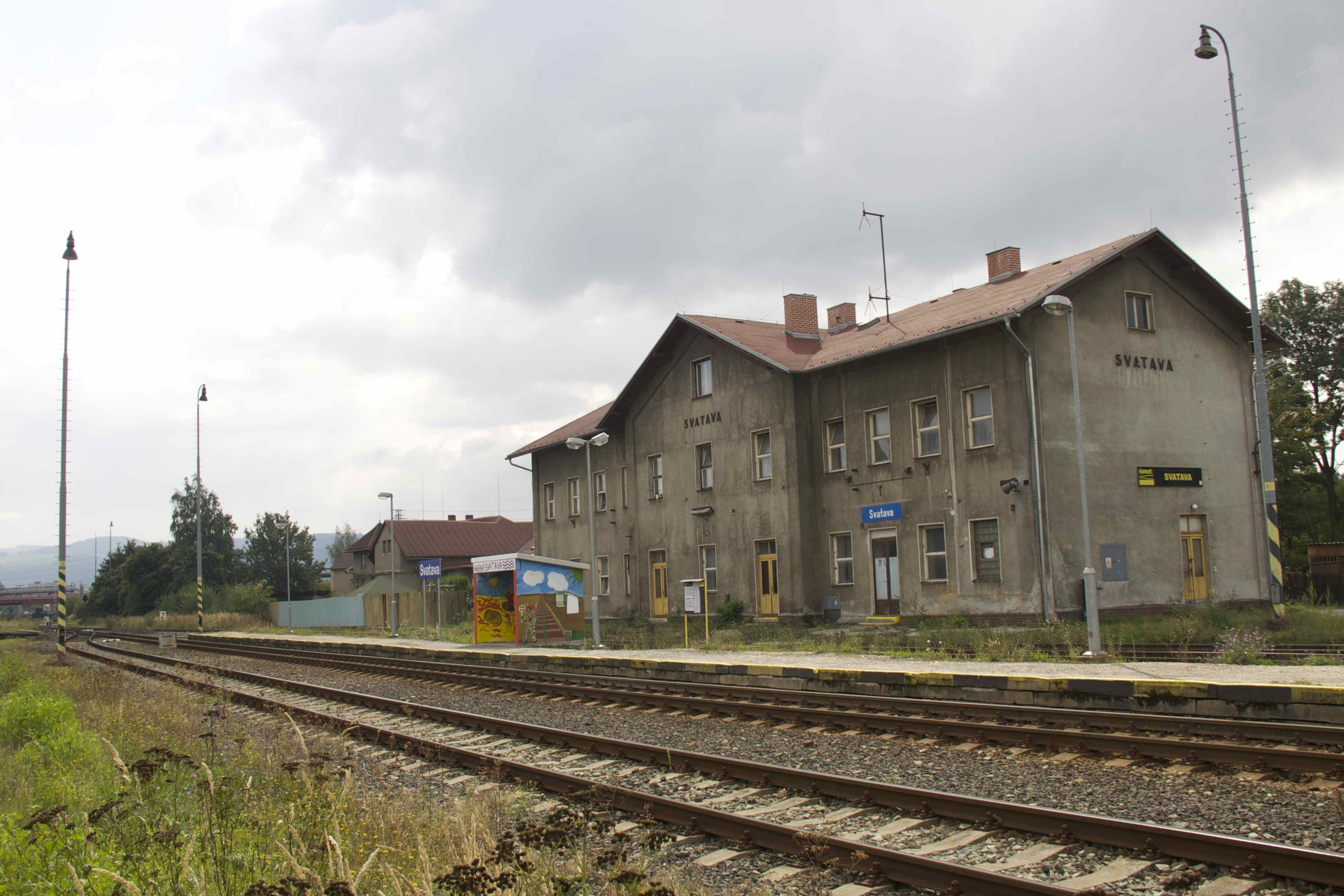
Bahnhof Svatava (2013)

Die VIAMONT und die Vogtlandbahn vereinbarten eine weitreichende Kooperation im grenzüberschreitenden Verkehr. In dem Zusammenhang gelten etwa Fahrscheine der VIAMONT bis Zwotental, Tagestickets der Vogtlandbahn gelten durchgehend bis Sokolov. Die Vogtlandbahnzüge zwischen Kraslice und Zwotental werden von tschechischem Fahrpersonal geführt. Zunächst mussten die Reisenden noch in Kraslice umsteigen. Später wurden auch durchgehende Züge eingeführt, welche weiter nach Karlsbad verkehren.
2006/2007 wurde der grenzüberschreitende Verkehr erstmals wieder in Frage gestellt. Angesichts der Tatsache, dass auch in Tschechien finanzielle Mittel für die Bestellung von Nahverkehren nur in begrenzter Höhe zur Verfügung stehen, wurde der Verkehr auf dem Abschnitt Kraslice–Klingenthal zum Fahrplanwechsel im Dezember 2006 vom Karlovarský kraj abbestellt. Als Begründung wurde angeführt, dass der grenzüberschreitende Verkehr eine touristische Leistung sei und kein normaler Nahverkehr. Die Vogtlandbahn war allerdings gezwungen, auch weiterhin mit ihren Züge bis Kraslice zu fahren, da durch die Aufhebung des Bahnhofs ein Wenden der Züge in Klingenthal nicht mehr möglich ist. Seit dem 1. Oktober 2007 laufen die Züge der Vogtlandbahn wieder bis Sokolov durch.
Mit der Auslagerung des Bahnverkehrs durch den Mutterkonzern übernahm 2008 die Viamont Regio (heute: GW Train Regio) den Betrieb.
Im April 2025 kündigte die staatliche Infastrukturverwaltung Správa železnic (SŽ) den 1998 mit Viamont geschlossenen Pachtvertrag mit Wirkung ab 1. Juli 2026. SŽ plant die Erneuerung der Sicherungstechnik und eine Fernsteuerung der Strecke durch die Betriebsleitzentrale Karlovy Vary.

## Fahrzeugeinsatz

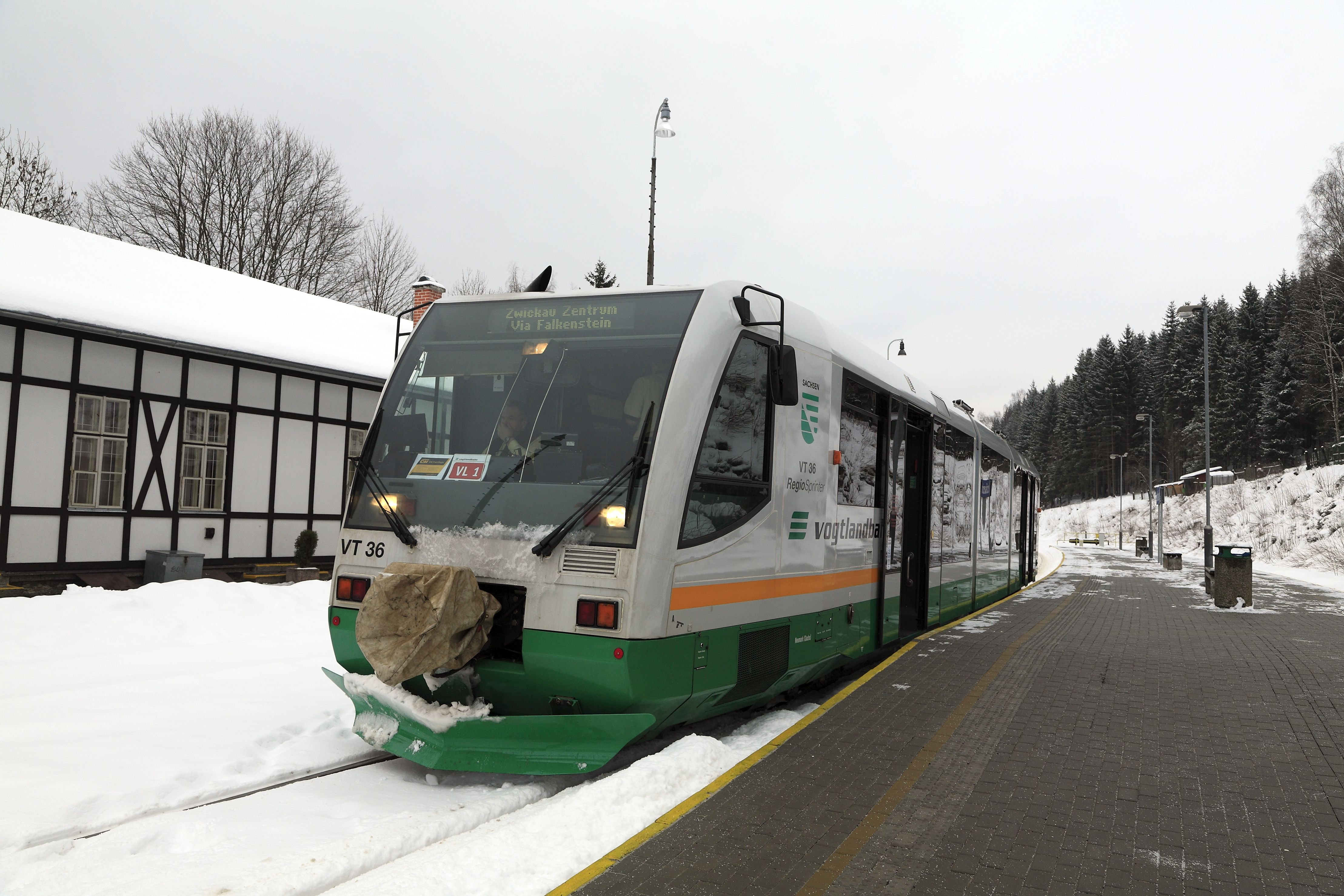
RegioSprinter der Vogtlandbahn in Kraslice (2013)

VIAMONT setzte auf der Strecke lokomotivbespannte Züge mit einer Lokomotive der ČD Baureihe 720 ein. Teilweise kam auch ein von der ČD geliehener Triebwagen der Baureihe 810 zum Einsatz. Die Vogtlandbahn nutzte Triebwagen des Typs RegioSprinter. In jüngerer Zeit verkehren Regioshuttle.

## Infrastruktur
Die Grenzbetriebsstrecke Sokolov–Kraslice–Klingenthal wird von dem deutschen Infrastrukturbetreiber DB Netz bzw. von dem tschechischen Infrastrukturbetreiber PDV Railway betrieben.